# Józef Rajnfeld
Józef Rajnfeld (inny zapis nazwiska: Reinfeld lub Raynefeld); (ur. 1 kwietnia 1908 w Warszawie, zm. w sierpniu 1940 w Biarritz lub Bordeaux) – polski artysta malarz i rysownik pochodzenia żydowskiego, autor listów.

## Życie
Urodził się w Warszawie w niezamożnej kupieckiej rodzinie żydowskiej – ojciec Ignacy był właścicielem sklepu z konfekcją, matka, Hela z Bechedrów, prowadziła dom. Studiował najpierw architekturę na Politechnice Warszawskiej, a później w warszawskiej ASP. Uprawiał rysunek i malarstwo. W 1928 r. w Warszawie poznał Jarosława Iwaszkiewicza, z którym połączyła go serdeczna przyjaźń i zażyłość, trwająca do końca życia. Jej ślady i charakterystykę odnaleźć można w kilku utworach Iwaszkiewicza. Był homoseksualny. W tym czasie związał się też z Janem Lechoniem.
W dwudziestoleciu międzywojennym wiele podróżował po Europie – Włoszech, Niemczech i Hiszpanii. W roku 1928 osiadł we Francji i tam też najdłużej przebywał. W Paryżu uczył się malarstwa u Édouarda Vuillarda.
W 1936 r. cztery rysunki Rajnfelda ukazały się drukiem w „Skamandrze”. Był towarzyszem Jarosława Iwaszkiewicza w jego wyprawie do Włoch i jego „Cicerone” w sprawach malarstwa – to właśnie Rajfeldowi pisarz zadedykował swoją Książkę o Sycylii, choć w jej treści pojawia się tylko jako „mój przyjaciel” niewymieniony z imienia.

Niezatarte piętno na przedwojennych wrażeniach „włoskich” [Iwaszkiewicza] i na ich literackim odzwierciedleniu wywarły także uczucia skierowane do młodego malarza Józefa Rajnfelda, któremu Iwaszkiewicz zadedykował „Książkę o Sycylii”. Nadały one artystycznym przeżyciom pisarza znamiona dramatycznego uniesienia, odmieniły dotychczasowe sposoby poznawania Włoch, które sam autor nazwał banalnymi, oczywistymi i powierzchownymi. Świadectwem tych uniesień są opisy fresków w San Gimigniano, wspólne oglądanie „Niewolników” Michała Anioła, a także tajemnicza noc w Agrygencie.

Dedykacja na, wydanej w 1966, Książce o Sycylii brzmi: „Pamięci Józefa Rajnfelda”.
Po wybuchu II wojny światowej Rajnfeld przebywał w Paryżu, gdzie zgłosił się do Jana Lechonia (który był attaché kulturalnym ambasady polskiej) błagając o możliwość ewakuacji z personelem dyplomatycznym. Tej prośbie Lechoń, nie mogąc, ale i nie chcąc pomóc (jak tłumaczył po latach „ze wstydem” w dzienniku), odmówił. Następnie udał się na południe, zamierzając przejść granicę francusko-hiszpańską. Poszukiwany przez Niemców i osaczony przez Gestapo w Biarritz lub Bordeaux, popełnił samobójstwo.

## Twórczość rozproszona i dochowana
Jak podawał Iwaszkiewicz, malarskim ideałem Rajnfelda był Constantin Guys; spośród malarzy sobie współczesnych najbardziej cenił Henri Matisse’a, którego odwiedził w jego willi na Lazurowym Wybrzeżu.
Twórczość plastyczna artysty uległa zniszczeniu lub rozproszeniu; prace ze zbiorów prywatnych we Francji nie są szerzej znane. Paweł Hertz wspomina, że duży zespół prac Rajnfelda ze swego paryskiego zbioru krytyk muzyczny Doda Conrad (który poznał Rajnfelda w Paryżu w 1928) przekazał w 1982 r. do warszawskiego Muzeum Narodowego, gdzie jednak nie były eksponowane (spoczywają w magazynie). Pozostaje więc w kulturze polskiej jako autor listów. W latach młodości Rajnfeld był najpierw kochankiem poety Jana Lechonia (poznanego w 1928 w Paryżu), a później związał się z Iwaszkiewiczem – namiętny związek miłosny stał się z czasem tylko przyjaźnią. Jej świadectwem jest dochowany zespół listów do kochanka i przyjaciela, ocalały w Stawisku, przygotowany przez Iwaszkiewicza do druku w roku 1947, a opublikowany pół wieku później. Listy te zajmują wyjątkowe miejsce w epistolografii polskiej jako świadectwo homoerotycznej namiętności i uczucia. Zawierają też obserwacje na temat sztuki (zwłaszcza malarstwa dawnego i najnowszego) i współczesnego życia kulturalnego. Iwaszkiewicz określa je w dzienniku jako „wielki dokument epoki”.
Prace plastyczne Józefa Rajnfelda weszły w skład wystawy zatytułowanej „Montparnasse Déporté – Artisti Europei da Parigi ai lager” wystawianej od 24 stycznia do 9 kwietnia 2007 r. w Museo Diffuso della Resistenza, della Deportazione, della Guerra, dei Diritti e della Libertà w Turynie (kurator wystawy: Sylvie Buisson). Wystawa pomyślana była jako hołd dla tych artystów związanych życiem i pracą z paryską dzielnicą artystów Montparnasse, którzy stali się ofiarami niemieckiego nazizmu.
W 2009 r. prace Rajnfelda eksponowano na wystawie czasowej grafik w Musée d’Art et d’Histoire du Judaïsme w Paryżu

## Odnośniki w kulturze

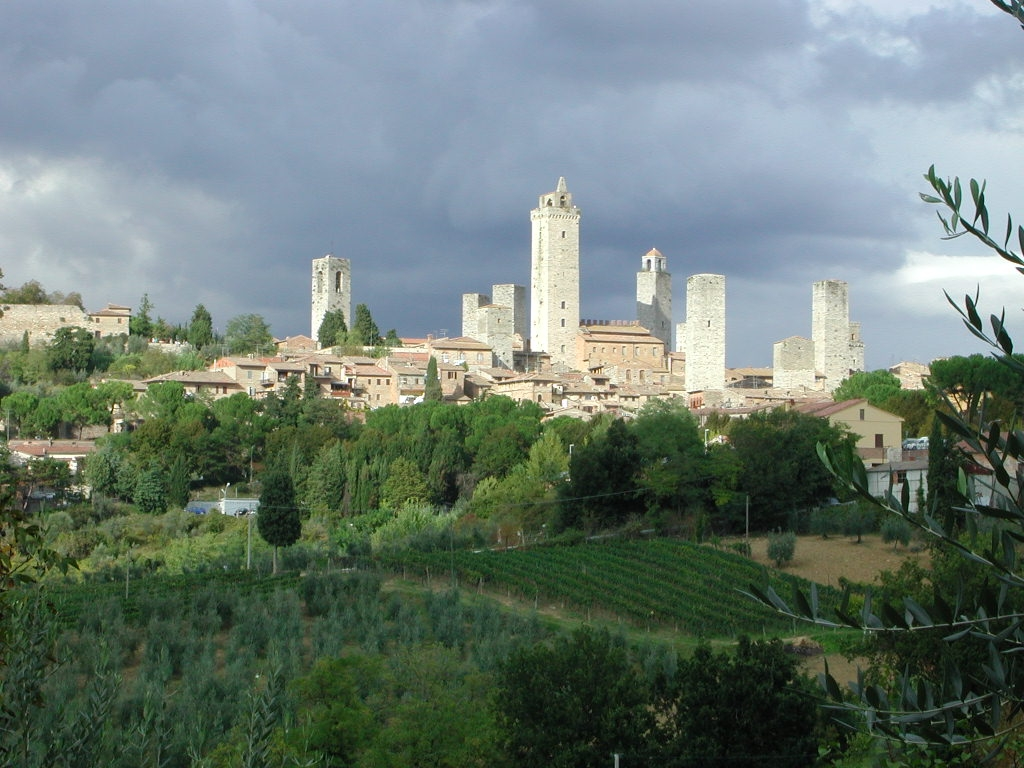
Miasteczko San Gimignano z relacji Miłosza

O spotkaniu z Rajnfeldem wspomina również Czesław Miłosz:
Dla mnie Rajnfeld to moja pierwsza podróż do Włoch i San Gimignano. Swoją podróż samokształceniową odbyłem wiosną 1937, pomiędzy wyrzuceniem mnie z Polskiego Radia w Wilnie i zaczęciem pracy w Polskim Radio w Warszawie. [...] Podróżowałem oczywiście pociągami. Nie wszędzie można było łatwo nimi dojechać. Na San Gimignano namówił mnie Iwaszkiewicz i skierował do mieszkającego tam Rajnfelda [...] San Gimignano: słynne zagęszczenie wież, strome uliczki brukowane łbami, miasto jakby opuszczone przez mieszkańców, tak mało ludzi. Żadnych turystów. Rajnfelda odnalazłem bez trudu, choć nie miałem adresu, bo przecież miasto, ściśnięte swoimi murami, jest malutkie. Mieszkał w pensione za murami z jakimś jasnowłosym Anglikiem, też malarzem, jak mi się zdaje. [...]
Pamiętam ten wieczór z Rajnfeldem i jego przyjacielem w ogródku ich pensione. Piliśmy wino, patrząc w ciemność pełną świetlików latających nad parowem i nad winnicami. Rajnfeld, czarnowłosy, z okrągłą twarzą, wydał mi się ujmujący i radosny. Właśnie ta radosność [...] pozostała w moim wspomnieniu.
Podczas tej samej podróży do San Gimignano zwiedziłem Orvieto, to znaczy katedrę stojącą pod miastem na łące z bujną trawą, która sięgała aż do marmurowych schodów. Oglądany tam fresk Signorellego Przyjście Antychrysta był na czasie i miał wywrzeć na mnie trwały wpływ.
Gdyby Rajnfeld został we Włoszech, pewnie by się uratował.
Śladami Iwaszkiewicza i Rajnfelda do Włoch podróżował pisarz i krytyk literacki Ryszard Matuszewski. Swoje relacje opisał w książce Przyleciał anioł cały malinowy wydanej w 1995 r. Podobną podróż odbył Marek Zagańczyk, czego rezultatem jest wydana w 1999 r. książka Krajobrazy i portrety oraz sześć lat później Droga do Sieny. Postać Józefa Rajnfelda oraz jego związku z Janem Lechoniem pojawia się w powieści Wojciecha Dutki „Czarna Pszczoła” wydanej przez wydawnictwo Albatros w roku 2017.
Portrety Józefa Rajnfelda wykonywał malarz i grafik Roman Kramsztyk, czynny i uznany głównie w okresie międzywojennym. „Kramsztyk w typie urody Reinfelda odnajdywał swoisty wdzięk, który [...] eksplorował w rozmaitych ujęciach i technikach”. Znanych jest pięć takich prac:
- rysunek postaci kredką na papierze, 14,5" × 19,0", w zbiorach Toma Podla,
- portret w krymce w zbiorach prywatnych,
- portret w berecie w zbiorach Muzeum Sztuki w Tel Awiwie,
- portret sangwinowy w zbiorach prywatnych,
- portret litograficzny w zbiorach Żydowskiego Instytutu Historycznego w Warszawie (z teki Les Visages).